# Wolfgang Bodison
Wolfgang Bodison (ur. 19 listopada 1966 w Waszyngtonie w Dystrykcie Kolumbii) – amerykański aktor, reżyser, scenarzysta i producent filmowy.

## Filmografia

### jako aktor filmowy
- 1992: Ludzie honoru jako kapral Harold W. Dawson
- 1994: Criminal Passion jako Jordan Monroe
- 1994: Historia Dennisa Byrda jako Marvin Washington
- 1995: Srebrny Brzeg jako Charles Bromwell
- 1995: Ekspert jako Dan Mason
- 1996: 'M' Word jako Jake
- 1996: Spojrzenie mordercy jako detektyw Mike Breer
- 1997: Żegnaj Ameryko jako komandor Hamilton
- 1997: Poszukiwany Kapitan jako Steve Braddock
- 1999: Blood Type jako Chad
- 2001: Ślubna suknia jako Paul Rodericks
- 2001: Niejaki Joe
- 2003: Skin Complex jako dr Christopher Harrison
- 2003: Where's Angelo? jako Demetrius
- 2006: Akeelah i jej nauczyciel jako ojciec Akeelah
- 2009: Visitation jako Mort
- 2010: Legacy jako Jim Burgess
- 2010: Now Here jako Abdul Sallaam
- 2011: Awol jako Vincent
- 2011: Rogue jako Ted
- 2011: Simone jako Facet w parku
- 2011: Not Another Not Another jako Movie Wolfgang
- 2012: Broken jako trener Watson
- 2012: Pretty Rosebud jako Frank Allen
- 2013: Vertical jako Dave Andrews
- 2014: Ragamuffin jako Bryan
- 2014: The Appearing jako ojciec Callahan

### jako aktor serialowy
- 1992–1998: Nieśmiertelny jako Andrew Cord
- 1993–1995: Syreny jako Tolliver
- 1994–2009: Ostry Dyżur jako Al Boulet
- 1997–1998: Nothing Sacred jako Louie
- 1998–2006: Czarodziejki jako lekarz czarownic
- 2002–2012: CSI: Kryminalne zagadki Miami jako Bob Scherner
- 2003–2003: Agenci NCIS jako inspektor parku narodowego Edward Killian
- 2004–2013: CSI: Kryminalne zagadki Nowego Jorku jako Rodney Pruitt
- 2012–2012: Pułapki umysłu jako Chris Leavins

### jako reżyser
- 2011: Simone
- 2012: Broken

### jako scenarzysta
- 2012: Broken

### jako producent
- 2011: Simone